# Vautour de l'Himalaya
Gyps himalayensis
Pour des articles plus généraux, voir Vautour et Accipitridae.
Espèce
Statut de conservation UICN

 NT A3e : Quasi menacé
Statut CITES
Répartition géographique
Le Vautour de l'Himalaya (Gyps himalayensis) est une espèce asiatique d'oiseaux de la famille des Accipitridae.

## Taille
Le vautour de l'Himalaya mesure de 100 à 110 cm de long pour un poids de 10 kg et son envergure peut dépasser 2,80 m

## Répartition
Son aire s'étend à travers l’Himalaya et les régions montagneuses de l’Asie centrale. Il se situe habituellement entre 1 200 et 4 500 mètres d'altitude.

## Historique
À la fin des années 1990, comme pour d'autres espèces de vautours eurasiatiques, des populations entières ont disparu du fait d'insuffisances rénales chroniques à la suite de l'ingestion de Diclofénac résiduel présent dans les chairs des carcasses d'animaux domestiques abandonnés.

## Tibet
Au Tibet, associé aux funérailles célestes, appelé en tibétain : mkha' la 'khor, Wylie : མཁའ་ལ་འཁོར་, c'est un oiseau emblématique de la tradition tibétaine.